# أرض المافيا (فلم)
أرض المافيا (بالإنجليزية: Mob Land) هو فيلم أمريكي من نوع إثارة الجريمة أُنتج عام 2023 كتبه وأخرجه «نيكولاس ماجيو»، في أول تجربة إخراجية له في الأفلام الروائية. يشارك في بطولته «شيلوه فرنانديز»، «ستيفن دورف»، «أشلي بينسون»، «كيفن ديلون»، و«جون ترافولتا». تم إصداره بواسطة مجموعة صبان كابيتال في 4 أغسطس 2023.

## القصة
تقع الأحداث في أعماق دكسي، في بلدة صغيرة تكافح آثار الإدمان المدمرة، يحاول «شريف محلي» هو رجل شرطة يريد الحفاظ على السلام عندما يقوم رجل العائلة اليائس «شيلبي» بسرقة مصنع حبوب مع صهره المتهور «تري»، ولكن العملية التي كانت من المفترض أن تكون سهلة تتحول إلى عنف، مما ينبه منفذ الانتقام في مافيا نيو أورلينز، الذي يهدد زوجة شيلبي وابنته.

## طاقم العمل
- جون ترافولتا بدور بودي ديفيس، شريف محلي
- شيلوه فيرنانديز بدور شيلبي كونورز، زوج كارولين
- ستيفن دورف بدور كلايتون مينور، منفذ في مافيا نيو أورلينز
- كيفن ديلون بدور تري، شقيق كارولين وصهر شيلبي
- أشلي بينسون بدور كارولين كونورز، زوجة شيلبي
- تيا دي مارتينو بدور ميلا كونورز، ابنة كارولين وشيلبي
- تيموثي في مرفي بدور بن، نائب شريف
- روبرت ميانو بدور إليس
- ديبرا نيلسون بدور الآنسة ويتني
- إميلي تريمين بدور كيسي

## الإنتاج
أُعلن في مايو 2022 عن مشاركة «جون ترافولتا»، «ستيفن دورف»، «أشلي بينسون»، «كيفن ديلون»، و«شيلوه فرنانديز» في فيلم «نيكولاس ماجيو» الذي كان يحمل في الأصل عنوان American Metal. وانتهى التصوير الرئيسي في مايو 2022 في جورجيا. اشترت مجموعة صبان كابيتال حقوق توزيع الفيلم خلال مهرجان كان السينمائي 2022. تم تغيير عنوان الفيلم إلى أرض المافيا.

## الإصدار
صدر "أرض المافيا" عن مجموعة صبان كابيتال في 4 أغسطس 2023.

### شباك التذاكر
اعتبارًا من 7 أكتوبر 2023، حقق فيلم أرض المافيا إيرادات بلغت 171 دولارًا في المملكة المتحدة.

## روابط خارجية
- مقالات تستعمل روابط فنية بلا صلة مع ويكي بيانات